# Andreea Bănică
Andreea Bănică (nacida el 21 de junio de 1978 en Eforie Sud, Constanța) es una cantante rumana de pop, disco y house. Formó parte del grupo musical Exotic, con Claudia Pătrășcanu y Julia Chelaru, y después formó Blondy con Cristina Rus. Posteriormente siguió su carrera en solitario con gran éxito, ganando varios galardones como los Romanian Music Awards, Romanian Top Hits, MTV Europe Music Awards y los Balkan Music Awards. Sus sencillos "Love in Brasil" y "Sexy" alcanzaron el número uno de las listas de Rumania, Bulgaria y Serbia.

## Biografía
Andreea Bănică comenzó a cantar a muy temprana edad, con cuatro años. Cuando contaba con seis años de edad, Adrian Paunescu se percató de que la niña podría asistir a clases de música para desarrollar su capacidad. La joven Andreea comenzó sus clases en el Club de Estudiantes de Constanța y poco después participó en el certamen local "Cantarea Romaniei" finalizando en primera posición, evento para el que el requisito era ser mayor de ocho años, por lo que burló a los organizadores.
Al año siguiente volvió a ganar el mismo premio y comenzó, también, a asistir a clases de piano durante dos años y de canto, durante cuatro años.

## Carrera musical
Bănică inició su carrera profesional en la música después del Festival de Mamaia 1998. Junto con Claudia Patrascanu y Iulia Chelaru comenzó la primera banda de las jóvenes con Exotic. Su primera canción fue "Sexy" y tuvo un gran éxito. En los dos años siguientes lanzaron varios sencillos exitosos en las listas rumanas como "Uita-ma", "Sexy" y "Un sarut", todos ellos acompañados de sus respectivos videoclips, y grabó dos álbumes de estudio: Sexxy y Pasional.
La cantante continuó en la escena musical después del colapso de la banda Exotic al igual que sus dos antiguas compañeras. En 2001 creó, junto a Cristina Rus, el dúo Blondy. Los dos lanzaron tres álbumes —Atat de aproape, O parte din tine y Dulce si amar— y seis videoclips, consiguiendo el premio a la Mejor banda de dance de los Radio România Actualitati Awards 2003. Sin embargo, Cristina Rus dejó la banda en 2005, para emprender nuevos proyectos.

### Carrera en solitario
Andreea Bănică decidió continuar su carrera en solitario y su primer éxito fue "Dansez, dansez", compuesto por Laurenţiu Duţă, que firmó su primer álbum en solitario. El álbum homónimo consiguió el disco de oro del sello discográfico Cat Music y la cantante, que había firmado dicho álbum aún bajo el nombre artístico de Blondy, comienza a usar su nombre, Andreea Bănică, también como nombre artístico. El álbum tuvo dos sencillos: "Indragostiti" y "Dulce si amar".
Consolidado su posición entre los artistas que de más éxito de ventas en Rumania, con el sencillo "Fiesta", Andreea Bănică alcanzó el número uno en todas las listas de música rumana. En los MTV Europe Music Awards, la cantante de Constanța recibió el premio a "Mejor artista rumano". El segundo álbum en solitario de su carrera fue titulado Rendez-vous, álbum del que se extrajo el sencillo "Fiesta". El segundo sencillo fue el que da título al álbum, "Rendez-vous". En la grabación del álbum participaron músicos como Laurenţiu Duţă, Marius Moga y Sandy Deac.
A comienzos de 2008 puso en marcha un nuevo video, produjo la canción "Incredere", que fue dirigido por Dragos Buliga y empieza a trabajar en un nuevo álbum. En la primavera del mismo año salió al mercado un nuevo sencillo, "Hooky Song" con la colaboración de Smiley. La canción fue compuesta por los productores que han trabajado con artistas como Leona Lewis y One Republic. El videoclip fue dirigido por Iulian Moga. A finales de ese mismo año, Bănică y Cristina Rus aceptaron una invitación del presentador Catalin Maruta para reaparecer como dúo en el programa de televisión Happy Hour en Pro TV. Las rubias cantantes, exmiembros de Blondy, interpretaron el sencillo "Ai Gresit".
Su carrera, en 2009, pasó a un segundo plano debido al nacimiento de su hija, aunque nadie esperaba que lanzase material nuevo antes del nacimiento, Bănică presentó en marzo "Le Ri Ra", cuyo vídeo fue filmado cuando la cantante estaba embarazada de cinco meses. En agosto de 2009 lanzó un nuevo sencillo, "Samba", en colaboración con Dony.
En 2010, en los Romanian Music Awards, Andreea ganó el premio al mejor video por "Samba". También en el mismo año se embarcó en una serie de conciertos en Bulgaria, durante una gira que impulsa a algunos de los artistas más conocidos y queridos del sur del Danubio. Como resultado, "Samba" fue la canción más emitida de 2010 en Bulgaria.
A principios de 2011 Andreea lanzó su primer Grandes éxitos, una mezcla de las canciones más importantes de su carrera y un nuevo sencillo, "Sexy". En los premios Radio Romania Actualitati 2011, la canción "Love in Brasil" ganó el premio en la categoría de mejor canción de baile latino. Además, la canción y el videoclip de "Love in Brasil" fue catalogado por Los 40 Principales como uno de "los diez vídeos más calientes del verano". En diciembre del mismo año, Andreea Bănică lanzó el sencillo "Electrified", nuevamente producido por Laurenţiu Duţă, con un provocativo videoclip con cierta carga erótica que fue filmado por Tom Boxer. Bănică interpreta el papel de la doctora sexy de una prisión y el videoclip fue rodado en los estudios MediaPro de Buftea.

## Imagen pública
Andreea Bănică está considerada como una de las cantantes rumanas más exitosas y una de las mujeres más bellas de Rumania. No obstante, la artista también es una de las más provocativas del panorama musical rumano, tanto en sus videoclips como en sus actuaciones sobre el escenario. La cantante, que en 2009, dio a luz a su primer hijo, posó desnuda durante su embarazo para la revista Diva. La portada de la revista fue muy comentada en Rumania por su gran parecido al que en su día realizó Britney Spears. Sin embargo, anteriormente ya había posado desnuda en el momento en que saltó a la fama en Rumania con su banda Exotic, y lo hizo en enero de 2002 para la edición rumana de la revista Playboy.
En agosto de 2010, Andreea Bănică viajó a Shanghái, China, junto a una expedición formada por Ilie Năstase y Gheorghe Hagi, entre otros, como parte de la delegación rumana que participó en la Expo Shanghái 2010. El trayecto en avión fue controvertido debido a que la aeronave sufrió un exceso de equipaje y el viaje pudo acabar en tragedia. La cantante aseguró que pasó "mucho miedo, sobre todo desde que el avión se preparó para el despegue y tomó un poco de velocidad. Entonces, de repente empezó a disminuir y frenó repentinamente, dejando la pista. Crucé los dedos y recé una oración". Allí, la cantante hizo una pequeña actuación musical como parte del programa rumano en la Expo.

## Discografía
Blondy
- 2001: Atât de aproape
- 2002: O parte din tine
- 2004: Dulce şi amar

En solitario (aún Blondy)
- 2005: Dansez, dansez

Andreea Bănică
- 2007: Rendez-vous
- 2011: Best Of

Sencillos
- 2008: Hooky Song (con Smiley)
- 2009: Samba (con Dony)
- 2010: Love in Brasil
- 2011: Sexy (con Play & Win)
- 2011: Electrified
- 2012: Could U
- 2013: In Lipsa Ta (con What's Up)
- 2013: Bumerang (con Kio)
- 2014: Rupem Boxele (con Shift)
- 2014: Dor De Mare
- 2014: Acelasi Iubit
- 2015: Doi (con Keira)
- 2015: Hot de inimi
- 2015: Superou
- 2016: Una palabra (con Sunrise Inc.)
- 2016: Rain in July (con GEØRGE)
- 2016: Flori de busuioc (con Adrian Sînă)
- 2016: Fie că vrei, fie că nu (con Oana Radu)